# 梨の花は春の雪
『梨の花は春の雪』（なしのはなははるのゆき）は、2007年公開の日本映画。2004年から企画・立案され鳥取県西部を舞台として製作された。製作は市民シネマ「梨の花は春の雪」製作実行委員会。

## スタッフ
- 原作 - 松本薫
- 脚本 - 志水雄太郎、鎌田哲生、土屋哲彦
- 総合プロデューサー - 高橋孝之
- プロデューサー - 目次俊夫
- 監督 - 土屋哲彦

## キャスト
- 門脇響子 - 川村早織梨
- 林田伸幸 - 細川智三
- マミチャン - 吉井怜